# Branimir Šenoa
Branimir Šenoa (Zagreb, 7. kolovoza 1879. – Zagreb, 4. prosinca 1939.), bio je hrvatski slikar, grafičar i povjesničar umjetnosti. Poznat je i kao Branko Šenoa.

## Životopis
Branimir Šenoa rodio se u Zagrebu 1879. godine. Sin je hrvatskoga književnika Augusta i Slave rođene Ištvanić. U Zagrebu je završio Klasičnu gimnaziju 1897. studij prava 1902. godine te filozofije 1905. godine a doktorirao je iz povijesti umjetnosti (disertacija, Ivan Zagrepčanin i sin mu Jerolim) 1912. godine. Bio je ravnateljem zagrebačke Akademije te je obnašao više dužnosti vezanih za spomeničku baštinu i umjetnost. Bio je članom JAZU, današnja HAZU. Supruga mu je slikarica Nasta Rojc.

## Djelo
Istančanim koloritom slikao krajolike i Zagreb. Vedute je izvodio u bakropisu a radio je i scenografije i ilustracije.